# 村の祭り (ロラン)
『村の祭り』（むらのまつり、仏: La Fête villageoise、英: Village Fête）は、17世紀フランスの巨匠クロード・ロランが1639年にキャンバス上に油彩で制作した絵画である。1693年に対作品の『日没の港』とともに、造園家のアンドレ・ル・ノートルからフランス国王ルイ14世に献上された。現在、パリのルーヴル美術館に所蔵されている。

## 作品

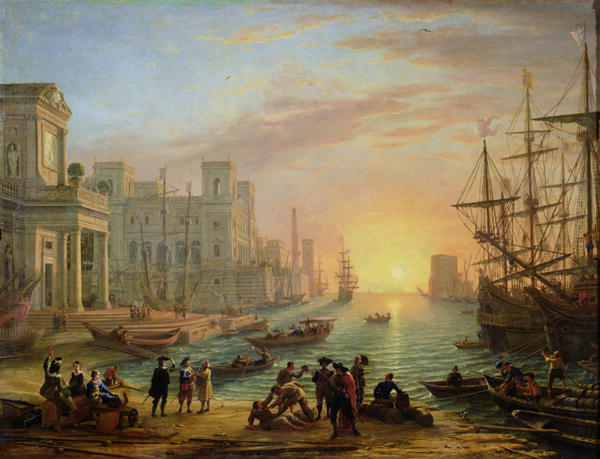
クロード・ロラン『日没の港』(1639年)、ルーヴル美術館、パリ

ロランが描いた絵画を記録している『真実の書』中の『村の祭り』 (第13番) の素描の裏側には、この絵画が教皇ウルバヌス8世のために制作されたと記されている。ほかの資料でも、絵画が対作品の『日没の港』とともにウルバヌス8世のために描かれたと述べられているが、両作品は1798年にバルベリーニ家により売却され、現在、イギリスのノーサンバーランド公爵家に所蔵されている。ルーヴル美術館の本作は、オリジナル作品にもとづくロランによる複製である。1669年の制作年が記された別の複製がヤーバラ伯爵家にも所有されている。さらに、サンクトペテルブルクのストロガノフ家のコレクションにも別の複製があった。ほかにも数点の複製が存在する。
ロランの画業のかなり初期に描かれた本作は、フランドル絵画の影響を示している。中央に木立があり、両側から光が差し込む構図は、ピーテル・ブリューゲル以来のフランドルの画家たちにしばしば用いられた。パウル・ブリルとマテイス・ブリルは頻繁にこの構図を用い、ロランはローマでこの伝統を引き継いだ。古典的な16世紀の様式に則り、橋が中景を遠景と調和させて結びつけている。右側の開けた部分からは金色の霧に浸された町が見えるが、その町は北方のものではなく、ローマ郊外の景色に典型的なものである。ネーデルラントの画家たちに一般的な慣習にしたがい、ロランは画中の小さな人物像をほかの画家たちに委ねた。しかし、人物像と風景の統一性から判断すると、本作においてそれはあてはまらないようである。
ロランは神話にもとづいた風景だけでなく風俗画も描いているが、本作はそうした作品のうちの1点である。前景では家畜を連れた農民たちが集まって大きな輪を作り、晴れ着を着て踊る1組の男女を囲んでいる。右側には切り株に腰かけている楽士の一団が見える。おそらく支配階級の人物と思われる身なりのよい2人が左側から近づいている。背の高い木々の葉は1枚1枚丁寧に描かれ、黄昏の光を受けて黄金に輝く。